# Poul Nyrup Rasmussen

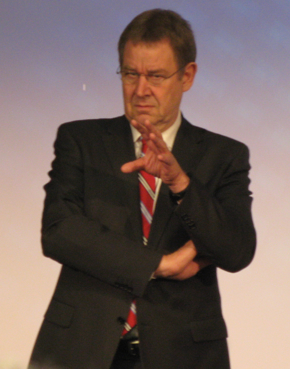
Poul Nyrup Rasmussen (2007)

Poul Nyrup Rasmussen ⁽ˈ⁾pʰʌʊ̯l ny(ː)ɔb̥ ˈʁɑsmusn̩ (* 15. Juni 1943 in Esbjerg) ist ein dänischer Politiker. Er war von 1992 bis 2002 Vorsitzender der dänischen Sozialdemokraten und von 1993 bis 2001 Ministerpräsident. Von 2004 bis 2009 saß er im Europaparlament. Von 2004 bis 2011 war er zudem Vorsitzender der Sozialdemokratischen Partei Europas.

## Leben
Aus einer Arbeiterfamilie stammend studierte Nyrup Rasmussen Wirtschaftswissenschaften an der Universität Kopenhagen, wo er 1971 seinen Abschluss machte. Während des Studiums trat er dem sozialdemokratischen Studentenverband Frit Forum bei. Nyrup Rasmussen ist seit 1994 mit der prominenten Politikerin Lone Dybkjær verheiratet, die für die sozialliberale Partei Radikale Venstre Abgeordnete im dänischen Folketing (1973–77, 1979–94 sowie 2005–11) und im Europaparlament (1994–2004) war.

## Ministerpräsident 1993–2001
Rasmussen löste 1993 den konservativen Poul Schlüter als Regierungschef ab. Er bildete eine Mitte-links-Koalition aus Socialdemokraterne, sozialliberaler Radikaler Venstre, Centrum-Demokraterne und christdemokratischer Kristeligt Folkeparti. Zur Wiederbelebung der Wirtschaft griff sein erstes Kabinett 1993–94 unter der sozialliberalen Wirtschaftsministerin Marianne Jelved und dem sozialdemokratischen Finanzminister Mogens Lykketoft auf einige keynesianistische Maßnahmen zurück und führte danach zahlreiche Privatisierungen durch. Umstritten war eine Ökologische Steuerreform 1994. Sie verband die Einführung von Ökosteuern auf Wasser, Elektrizität, Kohle, Kraftfahrzeuge, Abfall, Abwasser und Plastiktüten mit einer sprunghaften Senkung der Einkommenssteuersätze. Diese sanken von 52–68 % auf 38–58 %. Wie die OECD feststellte, sank danach trotz vieler gegenteiliger Prognosen die Arbeitslosigkeit in Dänemark, und der dänische Export erlitt kaum Einbußen.
Nach Stimmenverlusten bei der Parlamentswahl 1994 verließen die Christdemokraten die Regierung, 1996 schieden auch die Zentrumsdemokraten aus der Koalition aus. Die verbleibende kleine Koalition wurde bei der Wahl 1998 knapp bestätigt. Nach seiner Wiederwahl kündigte Rasmussen an, dass sein erstes Ziel die Sicherstellung eines Ja bei der Ratifizierung des EU-Vertrags von Amsterdam sein würde. Tatsächlich stimmte bei dem darauffolgenden Referendum eine Mehrheit von 55 % der Stimmen für den Vertrag. Bei dem zwei Jahre später folgenden dänischen Referendum über die Einführung des Euro musste Rasmussen hingegen eine Niederlage hinnehmen; die gemeinsame Währung wurde von 53,2 % der Wähler abgelehnt.
Angesichts hoher Umfragewerte für die Regierungsparteien kündigte Rasmussen im Herbst 2001 vorgezogene Wahlen an, mit dem Argument, dass dem neuen Ministerpräsidenten so genügend Zeit zur Vorbereitung der dänischen EU-Ratspräsidentschaft 2002 bleiben würde. Während des Wahlkampfs, in dem die Migrationspolitik im Mittelpunkt stand, sanken die Umfragewerte für die Sozialdemokraten, während Venstre und rechtspopulistische Dansk Folkeparti an Zustimmung gewannen.
Schließlich erlitten die Sozialdemokraten bei der Parlamentswahl 2001 eine empfindliche Niederlage, mit dem schlechtesten Wahlergebnis seit 1973. Erstmals seit 1924 stellten sie nicht mehr die stärkste Fraktion im Folketing. Neuer Ministerpräsident wurde Anders Fogh Rasmussen (Venstre). Obwohl Poul Nyrup Rasmussen am Wahlabend zunächst ankündigte, weiterhin Parteivorsitzender bleiben und die Erneuerung der dänischen Sozialdemokraten einleiten zu wollen, trat er Ende 2002 zurück, nachdem seine Führung in der Partei in Frage gestellt worden war.

## Europaparlament 2004–2009
Bei der Europawahl 2004 konnte Rasmussen in das Europäische Parlament einziehen, wo er sich der Fraktion der Sozialdemokratischen Partei Europas (SPE) anschloss. Er war Mitglied im Ausschuss für auswärtige Angelegenheiten sowie im Ausschuss für Wirtschaft und Währung.
Ein Hauptthema der Tätigkeiten Rasmussens im Europäischen Parlament war die fehlende Regulierung von Hedgefonds, die er schon vor dem Ausbruch der Finanzkrise von 2007 kritisierte. Im September 2008 wurde der von ihm eingebrachte Bericht, der bindende Regelungen für alle Marktteilnehmer vorschlug, vom Europaparlament verabschiedet. In den folgenden Monaten kritisierte Rasmussen die Europäische Kommission, insbesondere Kommissionspräsident José Manuel Barroso und Binnenmarktkommissar Charlie McCreevy für ihre unzureichende Reaktion auf diesen Bericht. Im März 2009 forderte Rasmussen ein neues, erweitertes Konjunkturpaket für die EU und warnte davor, dass es sonst im Jahr 2010 europaweit 25 Millionen Arbeitslose geben könnte. Insbesondere die mittel- und osteuropäischen Länder sollten Unterstützung von der EU erhalten.

## Sozialdemokratische Partei Europas
Bei der Wahl des Vorsitzenden der Sozialdemokratischen Partei Europas (SPE) setzte sich Nyrup Rasmussen Mitte 2004 gegen Giuliano Amato durch und folgte Robin Cook auf diesem Posten nach. Der Posten beinhaltet die Koordination des politischen Programms der europäischen Sozialdemokraten und die Repräsentation der Partei. Rasmussen bemühte sich dabei, die Partizipationsmöglichkeiten für die Parteibasis zu erweitern, etwa durch einen europaweiten Konsultationsprozess bei der Ausarbeitung des Parteiprogramms zur Europawahl 2009.
Nyrup Rasmussen gab sein Amt im November 2011 auf.